# Hannelore Hoger
Hannelore Hoger (Amburgo, 20 agosto 1942 – Amburgo, 21 dicembre 2024) è stata un'attrice tedesca.

## Biografia
Complessivamente, tra grande e - soprattutto - piccolo schermo, apparve in circa un centinaio di differenti produzioni, a partire dalla metà degli anni sessanta. Madre dell'attrice Nina Hoger, tra i suoi ruoli più celebri, figurano, tra l'altro, quello di Bella Block nell'omonima serie televisiva, in onda dal 1994, e quello di Charlotte Burg nella serie televisiva Attenti a quei tre.

## Filmografia parziale

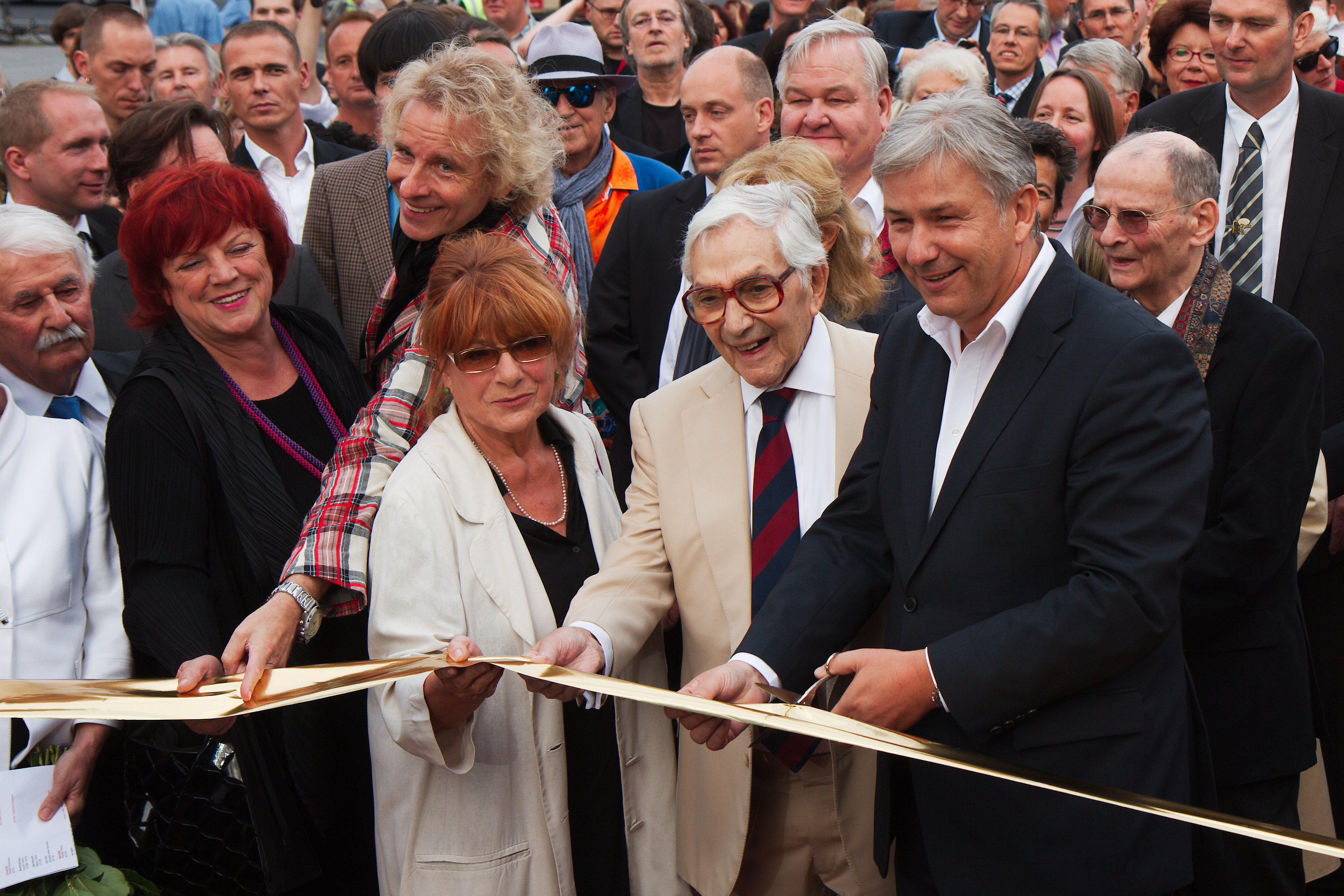
Hannelore Hoger assieme a Regina Ziegler, Thomas Gottschalk, Ken Adam e Klaus Wowereit in occasione dell'inaugurazione della Boulevard der Stars a Berlino il 3 settembre 2012

### Cinema
- Artisti sotto la tenda del circo: perplessi  (Die Artisten in der Zirkuskuppel: Ratlos), regia di Alexander Kluge (1968)
- Piggies (1970)
- Il caso Katharina Blum (Die verlorene Ehre der Katharina Blum), regia di Volker Schlöndorff e Margarethe von Trotta (1975)
- Heinrich, regia di Helma Sanders-Brahms (1977)
- Germania in autunno (Deutschland im Herbst) (1978)
- Der Tag an dem Elvis nach Bremerhaven kam (1979)
- Eisenhans (1983)
- Tausend Augen (1984)
- Der Sommer des Samurai (1986)
- Jacob hinter der blauen Tür (1987)
- Lippels Traum (1991)
- Heimat 2 - Cronaca di una giovinezza (1992)
- Border Crossing (1993)
- Rossini (1997)
- Straight Shooter (1999)
- Long Hello and Short Goodbye (1999)
- Hamlet X (2003)
- Henri 4 (2010)
- Ich will mich nicht künstlich aufregen (2014)
- Heidi (2015)
- Tod den Hippies!! Es lebe der Punk! (2015)

### Televisione
- Tag für Tag - film TV (1960)
- Die Unbezähmbare Leni Peickert - film TV (1970)
- Der Marquis von Keith - film TV (1972)
- Willi Tobler und der Untergang der 6. Flotte - film TV (1972)
- Notsignale - serie TV, 1 episodio (1978)
- Kläger und Beklagte - serie TV, 1 episodio (1978)
- Tatort - serie TV, 3 episodi (1979-1992)
- Ein Mann fürs Leben - film TV (1980)
- Die Frau im rosa Mantel - film TV (1982)
- Der Groß-Cophta - film TV (1983)
- Dortmunder Roulette - serie TV (1988)
- Peter Strohm - serie TV, 2 episodi (1989)
- Kollege Otto - film TV (1991)
- L'ispettore Derrick - serie TV, ep. 18x09, regia di Zbyněk Brynych (1991)
- Il commissario Kress - serie TV, 3 episodi (1991-1994)
- L'ispettore Derrick - serie TV, ep. 20x03, regia di Helmuth Ashley (1993)
- Un caso per due - serie TV, 1 episodio (1993)
- L'ispettore Derrick - serie TV, ep. 21x05, regia di Alfred Weidenmann (1994)
- Der König - serie TV, 1 episodio (1994)
- Bella Block - serie TV, 36 episodi (1994-...)
- Attenti a quei tre - serie TV, 26 episodi (1996-1997)
- Einfach Klasse! - miniserie TV (1999)
- Falsche Liebe - Die Internetfalle - film TV (2000)
- Weihnachten im September - film TV (2003)
- Wenn Weihnachten wahr wird - film TV (2003)
- Der letzte Zeuge - serie TV, 1 episodio (2004)
- Fiesta der Leidenschaft - film TV (2004)
- Faber l'investigatore - serie TV, 1 episodio (2005)
- Commissario Laurenti - serie TV, 1 episodio (2006)
- Vier Meerjungfrauen II - Liebe à la carte - film TV (2006)
- Pretty Mama - film TV (2009)
- Ellas Geheimnis - film TV (2009)
- Jeder Mensch braucht ein Geheimnis - film TV (2010)
- Mörderischer Besuch - film TV (2010)
- Charlotte Link - Das andere Kind - film TV (2013)
- Hotel Heidelberg - Kommen und gehen - film TV (2016)
- Hotel Heidelberg - Kramer gegen Kramer - film TV (2016)

## Premi e nomination (lista parziale)
- 1994: Premio Adolf Grimme d'oro per Bella Block
- 2002: Nomination al Premio Bambi per Bella Block
- 2003: Bayerischer Fernsehpreis come miglior attrice in una serie o miniserie televisiva per Bella Block
- 2012: Premio Adolf Grimme alla carriera

## Doppiatrici italiane
- Angiola Baggi in Attenti a quei tre[7]
- Melina Martello in Heidi[8].